# Воровское (Старобешевский район)
Воровское (укр. Воровське) / Верхокаменка (укр. Верхокам'янка) — село на Украине, находится в Старобешевском районе Донецкой области. Под контролем самопровозглашённой Донецкой Народной Республики.

## География

#### Соседние населённые пункты по странам света
С: —
СЗ: Новозарьевка, Весёлое
СВ: Кумачово
З: Василевка
В: Победа, Лужки
ЮЗ: Новомихайловка, Широкое, Краснополье
ЮВ: Глинка
Ю: Каменка

## История
12 мая 2016 года Верховная Рада Украины присвоила селу название Верхокаменка в рамках кампании по декоммунизации на Украине. Переименование не было признано властями самопровозглашенной ДНР.

## Население
Население по переписи 2001 года составляло 97 человек.

## Общие сведения
Код КОАТУУ — 1424583508. Почтовый индекс — 87214. Телефонный код — 6253.

## Местный совет
Село входит в состав Новозарьевского сельского совета.
Адрес местного совета: 87253, Донецкая область, Старобешевский р-н, с. Новозарьевка, ул. Школьная, 1в